# 1979 aux Territoires du Nord-Ouest
Chronologie des Territoires du Nord-Ouest
- 1975
- 1976
- 1977
- 1978
- 1979
- 1980
- 1981
- 1982
- 1983

Cette page concerne les événements survenus en 1979 dans le territoire canadien des Territoires du Nord-Ouest.

## Politique
- Premier ministre : Stuart Milton Hodgson (Commissaire en gouvernement) puis John Havelock Parker (Commissaire en gouvernement)
- Commissaire :
- Législature :